# Melo Trimble
Romelo Delante "Melo" Trimble (Washington D. C., 2 de febrero de 1995) es un baloncestista estadounidense que pertenece a la plantilla del CSKA Moscú de la VTB United League. Con 1,88 metros de estatura, juega en la posición de base.

## Trayectoria deportiva

### Universidad
Tras disputar en su etapa de instituto el prestigioso McDonald's All-American Game, jugó tres temporadas con los Terrapins de la Universidad de Maryland, en las que promedió 15,9 puntos, 3,7 rebotes, 3,9 asistencias y 1,2 robos de balón por partido.
En su primera temporada fue incluido en el mejor quinteto freshman de la Big Ten Conference, además de en el mejor quinteto absoluto por parte de la prensa y el segundo por parte de los entrenadores. Fue además incluido en el segundo equipo All-American por la revista Sporting News. En 2017 fue elegido de forma consensuada en el mejor quinteto de la conferencia.

#### Estadísticas
| Año     | Equipo   | PJ  | PT  | MPP  | %TC  | %3P  | %TL  | RPP | APP | ROB | TPP | PPP  |
| ------- | -------- | --- | --- | ---- | ---- | ---- | ---- | --- | --- | --- | --- | ---- |
| 2014–15 | Maryland | 35  | 35  | 33.5 | .444 | .412 | .863 | 3.9 | 3.0 | 1.3 | .1  | 16.2 |
| 2015–16 | Maryland | 36  | 36  | 32.9 | .410 | .314 | .863 | 3.6 | 4.9 | 1.3 | .2  | 14.8 |
| 2016–17 | Maryland | 33  | 33  | 32.1 | .436 | .317 | .789 | 3.6 | 3.7 | 1.1 | .2  | 16.8 |
| Total   | Total    | 104 | 104 | 32.8 | .429 | .343 | .841 | 3.7 | 3.9 | 1.2 | .1  | 15.9 |

### Profesional
Tras no ser elegido en el Draft de la NBA de 2017, fue invitado por Philadelphia Sixers a participar en las Ligas de Verano de la NBA, en las que jugó cuatro partidos, promediando 8,8 puntos y 1,0 rebotes. El 18 de septiembre firmó contrato con los Minnesota Timberwolves, pero fue finalmente uno de los últimos descartes del equipo antes del comienzo de la temporada 2017-18.
En noviembre se unió a los Iowa Wolves como jugador afiliado de Minnesota.
En agosto de 2018 firmó su primer contrato profesional fuera de su país, con los Cairns Taipans de la NBL Australia.
En 2019 firma por el Melbourne United australiano, con el que promediaría unos números de 19'4 puntos y 4'8 asistencias, llegando a disputar las semifinales de la NBL ante los Sydney Kings donde sería eliminado.
En marzo de 2020, llega a España para jugar en las filas del Movistar Estudiantes como reemplazo de Toney Douglas, para reforzar al equipo madrileño que ocupa el farolillo rojo de la clasificación de Liga Endesa.
El 10 de agosto de 2021, firma como jugador del Galatasaray Doğa Sigorta de la Türkiye Basketbol 1. Ligi.